# تل شاپور
تل شاپور مربوط به سده‌های میانه دوران‌های تاریخی پس از اسلام است و در شهرستان شیراز، بخش مرکزی، دهستان قره باغ، نرسیده به روستای شاهپورجان، بین اراضی کشاورزی واقع شده و این اثر در تاریخ ۲۳ بهمن ۱۳۸۵ با شمارهٔ ثبت ۱۷۲۶۸ به‌عنوان یکی از آثار ملی ایران به ثبت رسیده است.